# 京都府立園部高等学校・附属中学校
京都府立園部高等学校・附属中学校（きょうとふりつそのべこうとうがっこう・ふぞくちゅうがっこう）は、京都府南丹市園部町小桜町に所在する府立高等学校・中学校。

## 概要
1887年（明治20年）に設立された船井郡高等小学校を前身とする公立の高等学校。「園高（えんこう）」と呼ばれる。2006年、文部科学省スーパー・イングリッシュ・ランゲージ・ハイスクール (SELHi) の指定を受ける。同2006年には、京都市以外では初となる附属中学校を開校し、中高一貫教育を開始した。校地はかつて園部城が所在した場所であり、巽櫓等が現存している。

## 設置学科
- 普通科
  - グローバルシチズン(Global Citizen)コース
  - グローバルアカデミック(Global Academic)コース
  - 中高一貫コース

中高一貫コースは附属中学校からの内部進学者が所属するコース。高等学校から入学する生徒は、入学時に、グローバルシチズンコースまたはグローバルアカデミックコースのどちらかを選択する。

### グローバルシチズン(Global Citizen)コース
グローバルな世界を生き抜く地球市民としての資質を教養を身につける。進路希望に応じて、文系四年制大学・短期大学進学、専門学校進学、公務員現役合格、就職内定を目指す。

### グローバルアカデミック(Global Academic)コース
グローバルな世界で生じる諸問題に対してアカデミックな視点でその解決にあたる資質と能力を身につける。大学入試を乗り越える力を育成し、国公立大学・関関同立・産近甲龍佛などの文系・理系の四年制大学への現役進学を目指す。

## 沿革

### 高等小学校・高等女学校
- 1887年 - 船井郡高等小学校設立
- 1908年 - 船井郡立高等女学校開校
- 1923年 - 郡制廃止により、京都府立園部高等女学校となる

### 旧制中学校
- 1926年 - 京都府立園部中学校設立

### 新制高等学校
- 1948年 - 京都府立園部高等学校全日制課程（普通科）設置、京都府立園部高等学校分校（南丹・船南・世木）設置、定時制課程（農業科・家庭科）設置、全日制課程に農業科設置
- 1951年 - 商業科設置、農業科廃止
- 1956年 - 家庭科設置
- 1963年 - 定時制本校農業科募集停止、全日制及び定時制家庭科募集停止、全日制及び定時制（南丹・船南・世木分校）に家政科設置
- 1980年 - 定時制南丹・世木分校廃止
- 1982年 - 定時制船南分校募集停止
- 1983年 - 全日制家政科募集停止、定時制船南分校を農業高校に移管
- 1985年 - 商業科募集停止、普通科第I類・第II類設置
- 1988年 - 創立100周年記念式典挙行
- 1991年 - 普通科第I類に国際文化系設置
- 1998年 - 京都国際・福祉科（国際交流系統、福祉教養系統）設置
- 2006年 - 附属中学校開校
- 2007年 - 京都国際・福祉科募集停止、京都国際科設置、普通科第I類福祉科コース設置
- 2020年 - 京都国際科募集停止。普通科「Global Citizen Course(GCコース)」「Global Academic Course(GAコース)」設置

## 教育方針・教育目標
教育方針
- 真理を求め正義を愛する心身の健全な人となること。〈健全〉
- 進取敢為の性と明朗濶達の風とをもつ人となること。〈明朗〉
- 敬愛と誠実の心をもって社会に生きる人となること。〈誠実〉

教育目標
　Global & Aware 　～世界へ、思いやりをもって～

## 部活動
園部高校では体育系13、文化系12、合わせて25の部活動が活動している。

### 体育系部活動
陸上競技　男子バスケットボール　女子バスケットボール　男子バレーボール　女子バレーボール　硬式野球　サッカー　射撃　バドミントン　テニス　ソフトテニス　剣道　ホッケー

### 文化系部活動
吹奏楽　美術　書道　茶道　ボランティア　吟詠剣詩舞　合唱　放送　華道　ESS　サイエンス　写真

## 附属中学校
2006年に創設。6ヵ年中高一貫教育を採用しているため、生徒は附属中学校卒業後、自動的に同高校に進学できる。
例年、募集定員は40名で、通学区域は京都市を除く全区域となっている。
開校当初は、中学校のホームルーム教室も高等学校の校舎内にあり、校舎を高校生と共有していたが、2009年1月26日には中高一貫教育棟が完成し、中学生のホームルーム教室はすべて中高一貫教育棟内となった。

### 教育目標
大志・知・創造

## アクセス
所在地　〒622-0004　京都府南丹市園部町小桜町97番地
電話　0771-62-0051
ファックス　0771-62-0116

### 交通アクセス
JRを利用する場合（最寄駅：JR嵯峨野線園部駅） 
- JR園部駅西口から徒歩約20分（約1.5km）
- JR園部駅西口から南丹市コミュニティバス　小桜町バス停下車

バスを利用する場合
- JRバス　園部大橋バス停下車徒歩約10分
- 京阪京都交通バス・南丹市営バス　園高前バス停下車すぐ

## 著名な出身者
- 川勝堅二 - 実業家。三和銀行会長兼頭取や、UFJ銀行名誉顧問を務めたほか、経団連副会長等の公職も務めた。
- 中川泰宏 - 元政治家。衆議院議員（1期）、京都府船井郡八木町長を歴任した。現在は、JAグループ京都会長、JA共済連経営管理委員会副会長。
- 野中広務 - 政治家。沖縄開発庁長官（第38代）、内閣官房長官（第63代）、自治大臣（第48代）、国家公安委員会委員長（第56代）、衆議院議員（7期）などを歴任した。
- 宮本茂 - ゲームプロデューサー。任天堂株式会社代表取締役フェロー。同社の情報開発本部本部長、専務などを歴任。『マリオシリーズ』の生みの親として知られる。
- 菅沼光弘 - 評論家。公安調査庁で調査第二部部長を務めた元公安調査官。
- 馬渕睦夫 - 元全権大使（キューバ、ウクライナ等で勤務）。駐ウクライナ兼モルドバ大使、防衛大学校教授などを歴任。
- 川勝邦夫 - 工学者。舞鶴工業高等専門学校名誉教授でJICA派遣専門家。
- 多岐川舞子 - 演歌歌手。
- 畑中健二 - 陸軍軍人。クーデター未遂事件（宮城事件）の首謀人物の一人。
- 広瀬寿子 - 児童文学作家。